# James Stewart (actor australiano)
James Stewart (Brisbane, Queensland; 21 de octubre de 1975) es un actor australiano, conocido por haber interpretado a Jake Barton en la serie australiana Packed to the Rafters y actualmente por dar vida a Justin Morgan en la serie Home and Away.

## Biografía
James tiene un hermano gemelo llamado Nick Stewart.
Es buen amigo de la actriz Penny McNamee.
En 2010 comenzó a salir con la actriz Jessica Marais. Después de salir por casi ocho meses, en octubre del mismo año James le propuso matrimonió a Jessica mientras se encontraban vacacionando y ella aceptó. El 15 de noviembre de 2011 James y Jessica anunciaron que estaban esperando a su primer hijo juntos.
El 9 de mayo de 2012 la pareja le dio la bienvenida a su primera hija juntos, Scout Edie Stewart. En mayo de 2015 la pareja anunció que se había separado después de cinco años de relación.
En 2016 comenzó a salir con Jessica Nock, sin embargo la relación terminó poco después.
En 2017 comenzó a salir con la actriz Isabella Giovinazzo, sin embargo la relación terminó más tarde.
A finales de 2017 comenzó a salir con la actriz Sarah Roberts, el 12 de enero de 2018 la pareja anunció que se había comprometido y finalmente se casaron en julio de 2019 en Irlanda.

## Carrera
James ha aparecido como invitado en series como Sea Patrol, Monarch Cove y H2O: Just Add Water. 
En 2008 se unió a la segunda temporada de la exitosa serie dramática Packed to the Rafters donde interpretó a Jake Barton hasta el final de la serie el 2 de julio de 2013. Por su actuación fue nominado a los premios logie en 2010 por actor nuevo más popular. En mayo de 2012 se anunció que James dejaría la serie al finalizar la temporada.
En agosto de 2014 se anunció que aparecería en la miniserie Hiding, la cual fue estrenada en 2015, en ella James interpretó a Lincoln Swift, un hombre que lleva a su familia a protección a testigos luego de dar evidencia en contra de su exjefe, el criminal Nils Vandenberg (Marcus Graham).
En 2015 apareció en un episodio de la miniserie Gallipoli donde dio vida al soldado William "Billy" Sing.
El 7 de junio de 2016 James se unió al elenco principal de la popular serie australiana Home and Away donde da vida a Justin Morgan, el hermano mayor de Tori Morgan (Penny McNamee), Brody Morgan (Jackson Heywood) y Mason Morgan (Orpheus Pledger), hasta ahora.

## Filmografía

### Series de televisión
| Año             | Título                       | Personaje                | Notas                                  |
| --------------- | ---------------------------- | ------------------------ | -------------------------------------- |
| 2016 - presente | Home and Away                | Justin Morgan            | 356 episodios                          |
| 2016            | Tomorrow, When the War Began | Coronel                  | 6 episodios                            |
| 2015            | Hiding                       | Lincoln Swift/Troy Quigg | 8 episodios - miniserie                |
| 2015            | Gallipoli                    | William "Billy" Sing     | episodio "The Deeper Scar" - miniserie |
| 2009 - 2013     | Packed to the Rafters        | Jake Barton              | 83 episodios                           |
| 2008            | Sea Patrol                   | Zan                      | episodio "Takedown"                    |
| 2006            | Monarch Cove                 | Davey Monroe             | 9 episodios                            |
| 2006            | H2O: Just Add Water          | Repartidos de Frutas     | episodio "The Big Chill"               |
| 2000            | BeastMaster                  | Han                      | episodio "Ghosts of the Forest"        |
| 1998 - 1999     | Breakers                     | Alex Markham             | 9 episodios                            |

### Películas
| Año  | Título        | Personaje               | Notas                                                           |
| ---- | ------------- | ----------------------- | --------------------------------------------------------------- |
| 2009 | Subdivision   | Brett                   | junto a Bruce Spence, Steve Bisley, Denise Roberts y Gary Sweet |
| 2007 | The Condemned | Belarus Scout           | junto a Manu Bennett y Robert Mammone                           |
| 2006 | Voodoo Lagoon | Craig                   | junto a Lincoln Lewis, Lara Cox y Natalie Blair                 |
| 2005 | Kipnapped     | Gregor Fisher           | -                                                               |
| 2001 | Hildegarder   | Anunciador del Festival | -                                                               |

## Premios y nominaciones
| Año  | Categoría                    | Premio      | Serie                 | Resultado |
| ---- | ---------------------------- | ----------- | --------------------- | --------- |
| 2010 | Most Popular New Male Talent | Logie Award | Packed to the Rafters | Nominado  |